# (58163) Minnesang
(58163) Minnesang est un astéroïde de la ceinture principale.

## Description
(58163) Minnesang est un astéroïde de la ceinture principale. Il fut découvert le 23 octobre 1989 à Tautenburg par Freimut Börngen. Il présente une orbite caractérisée par un demi-grand axe de 2,42 UA, une excentricité de 0,14 et une inclinaison de 1,1° par rapport à l'écliptique.

## Compléments